# Tour du Haut-Vinâve
La tour du Haut-Vinâve est une tour médiévale située à Liège dans le quartier de Grivegnée, 50 rue Vinâve.

## Description
Cette tour ronde, un peu cachée parmi les maisons, est un donjon d'environ 1400. Il est construit en blocs de grès. L'examen dendrochronologique des poutres en bois indique l'année 1528. Elle a été totalement restaurée dans les années 1980.
La tour possède cinq niveaux, dont le premier est entièrement enterré.